# Comuna Iablanița, Loveci
Obștina Iablanița (bulgară Община Ябланица, tradus comuna Iablanița ) este o unitate administrativă în regiunea Loveci din Bulgaria.

## Demografie
Componența etnică a comunei Iablanița
     Romi (14,69%)
     Bulgari (74,07%)
     Nicio identificare (10,57%)
     Altele (1,23%)
La recensământul din 2011, populația comunei Iablanița era de 6.234 locuitori. Din punct de vedere etnic, majoritatea locuitorilor (74,07%) erau bulgari, cu o minoritate de romi (14,69%). Pentru 10,57% din locuitori nu este cunoscută apartenența etnică.